# Ailinginae
Ailinginae ist ein unbewohntes Atoll der Ralik-Kette der Marshallinseln. Das Atoll ist 27 mal 9 km groß, es hat eine Landfläche von 2,8 km², die eine Lagune von 105,96 km² umschließt.

## Geographie
Das gesamte Atoll ist von einem Korallenriff umgeben. Es ist grob rechteckig, die Längsachse verläuft von Westen nach Osten. Die Lagune hat zwei schiffbare Zugänge zum Meer, Mogiri und Eniibukku im südlichen Riffsaum. Das nächste Atoll, Rongelap, ist 26 km entfernt. Der nördliche Saum des Atolls liegt fast komplett unter Wasser und nur eine namhafte Riffinsel (Motu Bokonikaiaru) markiert die Nordwestecke des Atolls. Die meisten anderen Motu liegen am südlichen Riffsaum. Namhaft sind: Sifo, Mogiri, Enibuk, Pigessharukku, Bokanchinre, Churea (Knox Island), Majokoryaan, Bokoryuren und Charaien.
Auf dem Atoll wachsen Kasuarinen und Kokospalmen.

## Geschichte
Nach dem Kernwaffentest „Bravo“ der Operation Castle auf dem Bikini-Atoll erreichte Radioaktiver Niederschlag die Insel Ailinginae. Er wurde „wie ein Nebel“ beschrieben. 18 Bewohner von Rongelap, die sich zum Fischen und Kopra-Sammeln auf Ailinginae befanden, darunter vier schwangere Frauen, wurden durch den radioaktiven Staub schwer verstrahlt. Sie waren einer durchschnittlichen Strahlenbelastung von 69 Röntgen (690 Millisievert) ausgesetzt.